# 宮崎早野論文問題
宮崎早野論文問題（みやざきはやのろんぶんもんだい）とは、福島県立医科大学に在籍していた宮崎真と東京大学の教授であった早野龍五が発表した論文を巡る一連の問題を指す。
県立医科大学に提供された福島県伊達市住民の日常生活の被ばく線量測定データと空間線量値の関係について、宮崎と早野が未発表のものを含め3本の論文にまとめ、放射線防護に関する英学術誌へ発表して生涯被ばく線量の予測を行ったが、その後様々な問題や誤りが指摘されたことから論文の取り下げに至った。

## 経緯
伊達市が2011年から2015年にかけて線量計（ガラスバッジ）で計測した、市民の9割にあたる約58,000人分の日常生活における被ばく線量測定データ（個人測定線量値データ）を、福島県立医科大学に提供した。宮崎と早野が研究結果をまとめ、2016年と2017年（及び未発表の三番目の論文も含め全体では第一から第三までの論文が発表予定だった）に放射線防護に関しての英学術誌『Journal of Radiological Protecion』に論文発表し、生涯の被ばく線量を予測した。ただしこのデータには、全体の4割以上にあたる約27,000人分のデータでは研究に用いる同意を得ていなかったことが、2018年９月の伊達市議会で判明し、2019年2月4日より開始された伊達市の第三者委員会「伊達市被ばくデータ提供に関する調査委員会」からも市の個人情報の管理として「不適切」と判断された。同年6月24日より伊達市議会内に設置された特別委員会「議会被ばくデータ提供等に関する調査特別委員会」では、研究倫理上の問題、住民の承諾を得ない個人情報の伊達市における管理の問題に加え、本研究の論文執筆者がメールを用いて市役所担当者に違法にデータ提供を要請した疑いも指摘している。さらに、宮崎と早野の研究計画書では、研究利用の同意を得たデータのみを使うと明記しており、掲載された論文に疑義が示された。また、計測に用いられた線量計（ガラスバッチ）を調査協力者が自宅の屋内等に放置しているケースも報道により明らかにされており、線量調査として計測された値について格段に低い数値で生活における被ばく線量が過小評価されている疑義も指摘されている。
これらの掲載された論文の問題から、市のデータ管理の問題や研究そのものへの疑義も高まり、伊達市民や物理学者から、東大と福島県立医大に対して、この研究が国の定めた研究倫理指針に照らして問題がある点に関し、調査を要求した。大学が設置した調査機関である東京大学科学研究行動規範委員会及び福島県立医科大学研究不正調査委員会はともに、2019年7月19日、「倫理指針に対する重大な不適合はなかった」と結論付けた。なお、福島医科大学研究不正調査員会報告に対し、研究不正調査の引き金となった告発内容に関して具体的な記述がなく、論文著者らの研究計画及び論文そのものに記載されているフィッティングモデルの不整合等の指摘がないなど、研究不正調査の点での問題点が指摘されている。また、宮崎に福島医科大学から授与された博士号の学位請求論文に、発表しその後撤回された論文の一つが用いられているため、宮崎から博士号の取り下げ依頼があり、2019年7月15日に大学として博士号取り下げ依頼を承認したことを同年7月31日に発表した。
宮崎早野論文について様々な点で検証をしてきた黒川眞一は、発表され撤回された宮崎早野論文を翻訳し公開した。

## 研究倫理上指摘された問題点
宮崎早野論文及びその研究内容について、黒川眞一と伊達市民の島明美は研究倫理指針違反を指摘している。宮崎早野論文及びその研究では、研究に同意していない伊達市民のデータが含まれており、研究内容を開始以前に住民に公知しておらず、伊達市長室から論文作成を依頼されていた事実を隠蔽し、研究機関の最終承認前に早野氏が研究発表をしており、研究計画書にある内部被ばく線量と外部被ばく線量の相関の研究を発表する前に研究を終了しており、また研究終了報告書には研究計画書にない研究の報告がなされており、さらには研究データはなるべく保管するという研究倫理的な指針があるにもかかわらず、全データを研究終了後に破棄している、という7点にわたり、2014年に文部科学省・厚生労働省により定められた「人を対象とする医学研究に関する倫理指針」に反している点が指摘されている。

## 宮崎早野論文の社会的な影響
「放射線障害防止の技術的基準に関する法律」第四条に基づき原子力規制委員会内に設置されている放射線審議会で、2018年9月28日に実施された「第142回総会放射線審議会」において宮崎早野論文が取り上げられた。この審議会では、原発事故後に広範囲に放射線で汚染被害が拡大し通常の被ばく基準を上回った際、被害リスクや避難リスクとを踏まえたうえでの限度となる判断基準を検討しており、ICRP勧告上の用語である緊急時の「緊急時被ばく」や中長期にわたる際の「現存被ばく」においての「放射線障害にかかわる技術的基準の策定」の参照研究の一つとして宮崎早野論文が言及された。宮崎早野第一論文では「現在の空間線量から数十年間にわたる積算の実効線量」を求めており、空間線量と被ばく線量率の比例係数の平均値が0.15とされこれに基づき実効線量の換算が示唆されている。一方で、原子力規制委員会などが用いている「空間線量から実効線量」の換算方法では0.6（住居遮蔽係数が0.4、屋外滞在時間が8時間として1/3+0.4×2/3）を用いている。牧野淳一郎はこの点から、宮崎早野論文の結果を重視すれば現行の原子力規制委員会の空間線量から実効線量への換算係数が過大ではないかとの結論になりかねない点を指摘している。実際には、放射線審議会内のまとめでは、宮崎早野論文の結果は「取り上げない」としたが「学術的な意義について全否定されるものではない」とし、「空間線量率と実効線量が関係づけられてる基準は、結果としてさらに相当程度の裕度があった」としている。また牧野はこの放射線審議会で参照されている福島県飯舘村の調査を行った「内藤論文」にもこの調査論文の欠陥としてとして「空間線量率は航空機サーベイであり除染結果を反映できるだけの空間能がない」として、航空機サーベイでの空間線量値と実際の被ばく量との「関係を表せる」という点を指摘している。